# Liste der Kulturgüter in Ried bei Kerzers
Die Liste der Kulturgüter in Ried bei Kerzers enthält alle Objekte in der Gemeinde Ried bei Kerzers im Kanton Freiburg, die gemäss der Haager Konvention zum Schutz von Kulturgut bei bewaffneten Konflikten, dem Bundesgesetz vom 20. Juni 2014 über den Schutz der Kulturgüter bei bewaffneten Konflikten sowie der Verordnung vom 29. Oktober 2014 über den Schutz der Kulturgüter bei bewaffneten Konflikten unter Schutz stehen.
Objekte der Kategorie A sind im Gemeindegebiet nicht ausgewiesen, Objekte der Kategorie B sind vollständig in der Liste enthalten, Objekte der Kategorie C fehlen zurzeit (Stand: 1. Januar 2023).

## Kulturgüter
| Foto |                                                               | Objekt                             | Kat. | Typ | Standort                                 | Beschreibung |
| ---- | ------------------------------------------------------------- | ---------------------------------- | ---- | --- | ---------------------------------------- | ------------ |
| BW   | Datei hochladen · Wikidata zu Bauernhaus Kilchoer (Q29697661) | Bauernhaus Kilchoer KGS-Nr.: 01928 | B    | G   | Agriswil, Chriegsmatt 26 582372 / 200632 |              |
| BW   | Datei hochladen · Wikidata zu Speicher (Q29697735)            | Speicher KGS-Nr.: 13310            | B    | G   | Dorfstrasse 12 580731 / 200708           |              |
| BW   | Datei hochladen · Wikidata zu Bauernhaus Mäder (Q29697716)    | Bauernhaus Mäder KGS-Nr.: 13312    | B    | G   | Agriswil, Dorfstrasse 23 581562 / 200380 |              |